# Heemaf

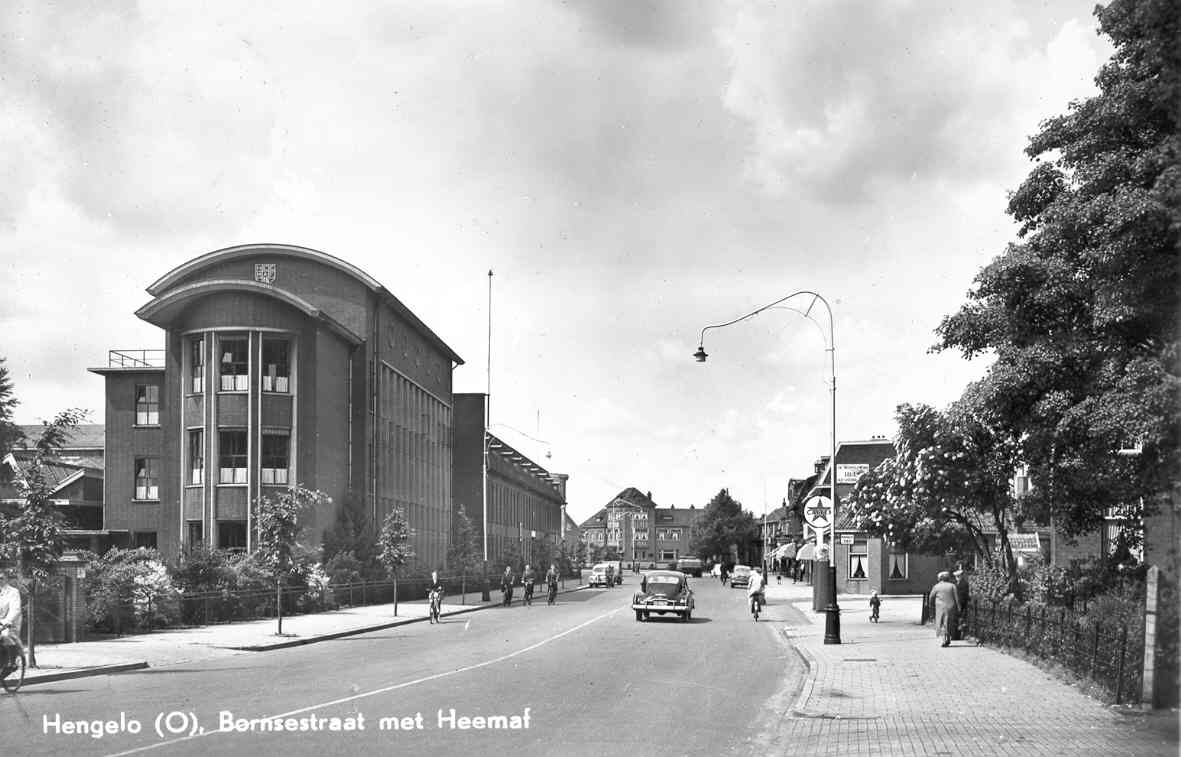
Entreprise Heemaf sur la Bornsestraat à Hengelo

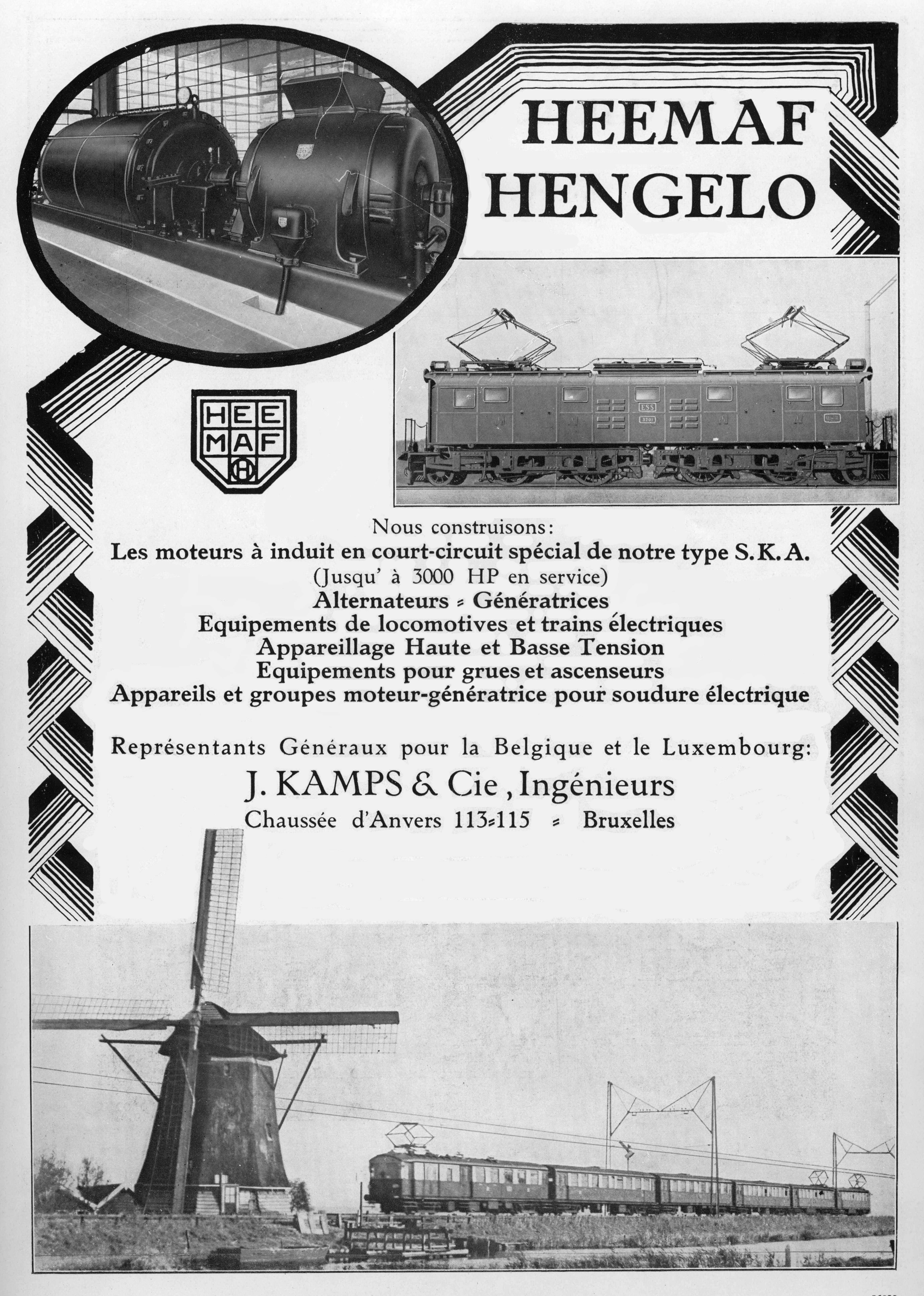
Publicité Heemaf dans les années 1930

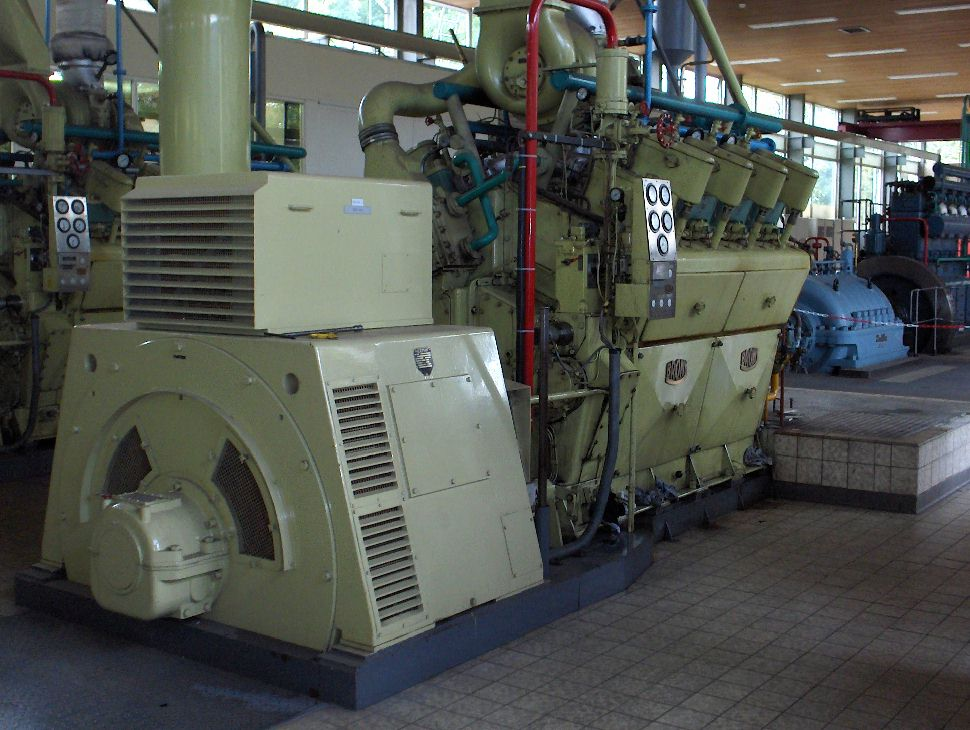
Bronsmotor avec générateur Heemaf

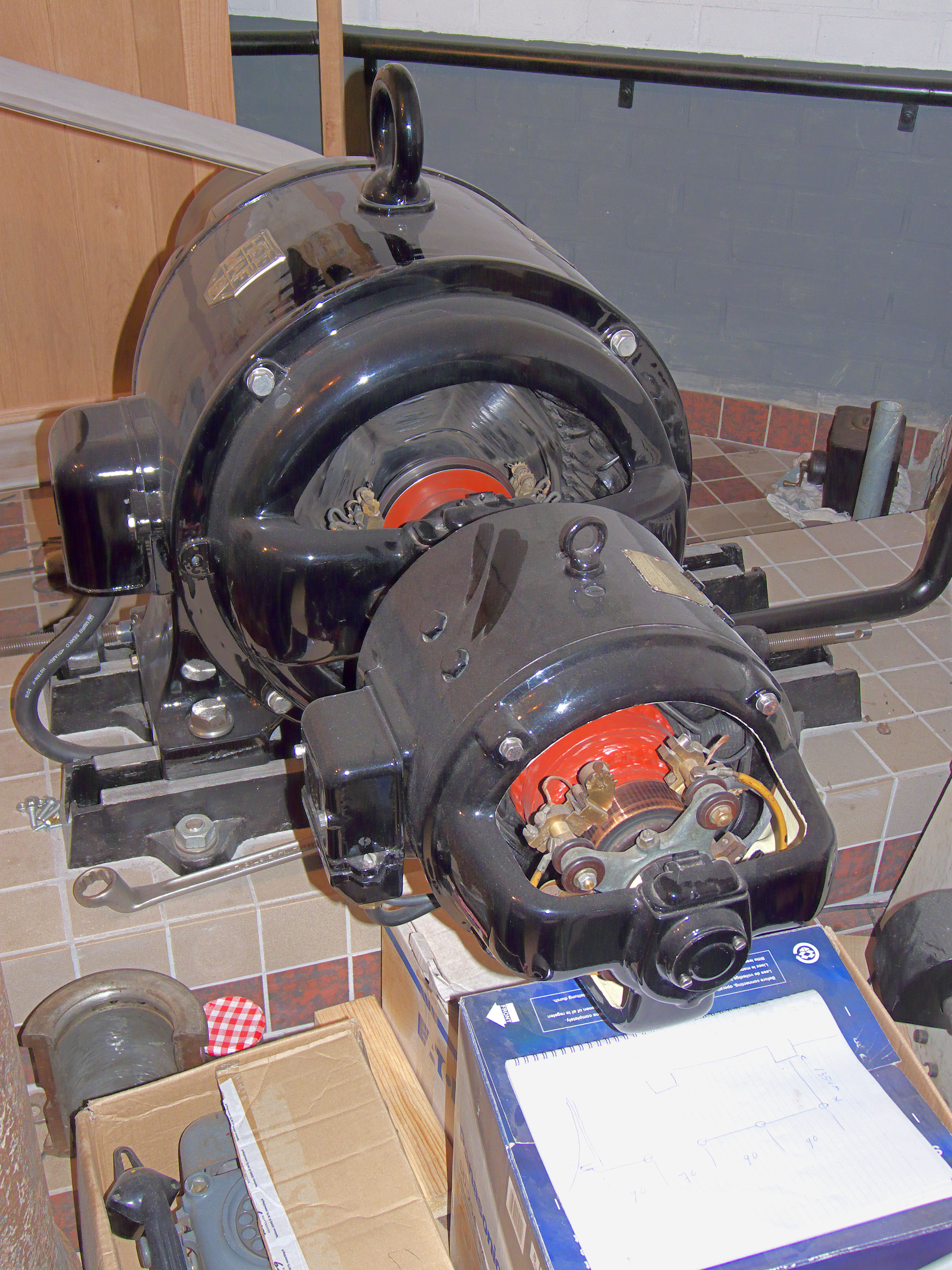
Générateur Heemaf dans le moulin à vent De Leeuw (Lettele)

NV Hengelosche Electrische en Mechanische Apparaten Fabriek ( Heemaf ) (" Usine d'équipements électriques et mécaniques Hengelosche ") était un fabricant de machines et d'équipements électriques, de Hengelo, à Twente aux Pays-Bas. En 1963, après une fusion, NV Heemaf devient Holec, qui fait désormais partie d'Alstom, Brush HMA, Brush-Barclay, Eaton, Essent, Heemaf BV, NV Nuon et Wabtec.

## Histoire

### Origines
En 1884, un bureau d'ingénierie électrique a été créé à Borne par l'ingénieur électricien et pionnier de l'électricité Rento Hofstede Crull, qui produisait des appareils électriques. En 1900, l'entreprise a déménagé à Hengelo (Overijssel), tandis qu'à cette époque, Hofstede Crull a commencé à lancer des réseaux électriques locaux à Borne, Twents Central Station (TCS), avec Willem Willink. Cette société a été poursuivie en 1908 sous le nom de NV Hengelosche Electrische en Mechanische Apparaten Fabriek.

### Croissance de l'entreprise
En 1920, l'usine d'Hengelo employait 1 540 personnes et la surface était passée à 23 200 m2, la surface totale du site de l'usine étant de 40 000 m2. L'entreprise a continué de croître. Parmi leurs plus gros clients aux Pays-Bas figuraient les Chemins de fer néerlandais (y compris l'installation électrique du train "Hondekop" et les générateurs électriques du Plan U ), l'entreprise de approvisionnement en eau néerlandais, les Staatsmijnen, l'industrie du verre, l'industrie du papier, l'industrie chimique, le Paketvaart, l'industrie textile, l'industrie pétrolière (dont la Bataafsche Petroleum Maatschappij ), Philips et le Service postal, télégraphique et téléphonique néerlandais (Heemaf a fourni des postes téléphoniques de 1932 à 1955). En outre, l'entreprise a été la première à concevoir des aspirateurs aux côtés de son concurrent Ruton, a été la première à concevoir une lampe fluorescante et a fourni les premiers feux tricolores néerlandais. Dans les années 1950, NV Heemaf était la plus grande entreprise énergétique privée des Pays-Bas.

### Réputation internationale
L'ingénieur électricien HA Klinkhamer, nommé par Hofstede Crull, a été chargé du développement d'un moyen de limiter le courant de démarrage important des moteurs électriques. Après peu de temps, il a proposé une construction de rotor, qui jouera plus tard un rôle important en tant que SKA, Speciaal Kortsluit Anker.  En plus de ce succès considérable, la firme continue de croître. Des usines et des succursales ont été implantées à l'étranger, comme Heemaf DORTMUND SKA en Allemagne et J KAMPS à Bruxelles en Belgique, ainsi qu'en Argentine, aux Indes orientales néerlandaises, en Afrique du Sud et en Australie. Il y avait près de 10 000 employés dans le monde. Pendant de nombreuses années, Heemaf a travaillé avec la société américaine Westinghouse et la société germano-suisse Brown, Boveri & Cie.

### Activités publicitaires
Dès le début du XXe siècle, Heemaf accorde une grande attention à ses activités publicitaires. Des illustrateurs de renom ont été recrutés pour promouvoir les produits Heemaf. Pieter Arie Nijgh (Nygh), 1876-1959, était l'un d'entre eux.

### Fin
NV Heemaf a cessé d'exister en 1963, lorsque la société a fusionné avec NV Fabriek van Electrische apparaten, anciennement F. Hazemeyer & Co., Coq Utrecht , Smit Slikkerveer  et Smit Nijmegen Transformatoren tot Holec. L'usine a été fermée en 1994 et sera démolie en 2003, l'immeuble de bureaux datant de 1939 - surnommé Locomotive, (conçu par l'architecte Dirk Roosenburg )- et (l'ancienne) centrale de chaufferie ont été conservés comme monuments industriels des Pays-Bas.